# Лукьяненко, Наталья Николаевна
Ната́лья Никола́евна Лукья́ненко (укр. Наталія Миколаївна Лук'яненко; род. 14 января 1963, Киев) — советская гандболистка, олимпийская чемпионка. Мастер спорта международного класса.

## Карьера
На Олимпийских играх в Москве в составе сборной СССР стала победительницей Олимпиады. На турнире не сыграла ни одного матча.
В составе киевского «Спартака» становилась чемпионкой Лиги чемпионов ЕГФ в сезоне 1980/81.